# Чепурнов, Иван Алексеевич
Чепурнов, Иван Алексеевич
— генерал-майор, умер в 1847 г. Состоял в офицерских чинах с 1811 г. Чепурнов участвовал в Отечественной войне 1812 года и за отличие пожалован, в 1814 г., орденом св. Анны 4 степени.
В чине полковника Чепурнов состоял дежурным штаб-офицером штаба войск, расположенных в Финляндии; затем перешел на гражданскую службу, занимал должность управляющего военной канцелярией Финляндского генерал-губернатора, а в 1838 г. переведен из действительных статских советников в генерал-майоры по армии, с назначением председателем Финляндского высшего военного суда с оставлением при прежней должности, и с того же года управлял штабом войск, расположенных в Финляндии .